# Tossal Gros de Miramar
El tossal Gros de Miramar és una petita serra que se situa entre els rius Francolí i Gaià, amb una notable diversitat faunística. És situada a cavall de les comarques de l'Alt Camp i la Conca de Barberà.
L'Espai Natural Protegit del Tossal Gros de Miramar va ser incorporat al PEIN pel Decret 328/1992, pel qual s'aprovava el PEIN. Aquest Espai va ser declarat per primera vegada com a com a LIC el 1997, com a ZEPA el 2005 i, posteriorment, va ser ampliat mitjançant l'Acord del Govern 112/2006, de 5 de setembre, que va aprovar la xarxa Natura 2000 a Catalunya (DOGC 4735, de 6-10-2006). Així mateix, mitjançant el Pla especial se'n va fer la delimitació definitiva. Aquest Pla complementa el règim normatiu bàsic de protecció establert pel PEIN amb determinacions específiques per a aquest Espai.

## Medi físic
La geologia del tossal Gros de Miramar està conformada per materials calcaris. Els afloraments de calcàries del Muschelkalk són evidents i generen rocams i cingles.

## Vegetació
El paisatge vegetal del tossa Gros de Miramar és una mostra representativa de les comunitats secundàries i permanents del domini de l'alzinar litoral.

## Fauna
El Tossal Gros de Miramar presenta una notable diversitat faunística. És remarcable per la conservació d'un element mediterrani característic de la Catalunya sud i del lludrió ibèric o bívia ibèrica (Chalcides bedriagai).
Hi ha una ornitofauna ben desenvolupada, així com espècies de rèptils de gran interès. les espècies presents són:
Banyarriquer del roure (Cerambyx cerdo), graèllsia (Graellsia isabelae), escanyapolls (Lucanus cervus), tortuga de rierol (Miniopterus schreibersi), ratpenat d'orelles dentades (Myotis emarginatus), ferradura grossa (Rhinolophus ferrumequinum), etc
Espècies d'ocells presents al Tossal Gros de Miramar són:
Àguila marcenca (Circaetus gallicus), àguila daurada (Aquila chrysaetos), àguila calçada comuna (Hieraaetus pennatus), àliga cuabarrada (Hieraaetus fasciatus), falcó pelegrí (Falco peregrinus), duc eurasiàtic (Bubo bubo), enganyapastors europeu (Caprimulgus europaeus), terrerola vulgar (Calandrella brachydactyla), cogullada fosca (Galerida theklae), cotoliu (Lullula arborea), tallareta cuallarga (Sylvia undata), hortalà (Emberiza hortulana).

## Impactes
Les comunitats vegetals tenen un elevat risc d'incendi i algunes de les espècies d'ocells i rèptils que conté són força fràgils. Malauradament el risc d'incendis s'ha manifestat amb virulència, atesa l'accessibilitat, les característiques de la vegetació i la influència del mestral.
L'Espai presenta espècies naturalment vulnerables, com són la comunitat ornítica i, sobretot, fauna herpètica interessant, com el lludrió ibèric.

## Usos del sòl
- Boscos - 57,55 %
- Vegetació arbustiva i herbàcia - 39,68 %
- Terres agrícoles i àrees antròpiques - 2,77 %[1]